# Roger Cicero
Roger Marcel Cicero Ciceu ([roˈʒeː ˈtsitsəro]), född 6 juli 1970 i Berlin, död 24 mars 2016 i Hamburg, var en tysk jazzmusiker och son till jazzpianisten Eugen Cicero.
Cicero vann den tyska uttagningen till Eurovision Song Contest 2007 där han sedan kom på 19:e plats med den tyskspråkiga låten "Frauen regier’n die Welt".
Han var förutom sångare och skådespelare även engagerad i djurrättsorganisationen PETA.
Roger dog av en stroke.